# Kramer (Gitarrenbauer)
Kramer war ein US-amerikanisches Unternehmen, das von 1979 bis 1990 E-Gitarren herstellte. Seit 1996 sind die Markenrechte im Besitz der Firma Gibson.

## Geschichte
Kramer wurde 1975 von Gary Kramer und Dennis Berardi gegründet. Gary Kramer war ehemaliger Mitarbeiter bei der Firma Travis Bean, die seit 1974 Instrumente mit Hälsen aus Aluminium herstellte. Orientiert an diesen Instrumenten baute Kramer zunächst ebenfalls Gitarren mit Aluminiumhälsen. Obwohl einige Gitarristen (z. B. Stanley Jordan) sie begeistert spielten, blieb der große Erfolg am Markt aus.
Ab 1980 baute man dann Gitarren mit Hälsen aus Holz. Mit Eddie van Halen als Werbeträger und Innovator gelang schließlich der Durchbruch, und Kramer-Gitarren erlebten ihren Höhepunkt Ende der 80er Jahre. Viele der damals angesagten Rockbands wie Bon Jovi, Cinderella oder Skid Row spielten Gitarren von Kramer. Einige Gitarristen hatten sogenannte „Signature Modelle“, Gitarren, die nach ihren Vorstellungen gebaut wurden und auch serienmäßig erhältlich waren. Hierzu gehören z. B. Richie Sambora (Bon Jovi) oder Vivian Campbell (Whitesnake). Eine Zeit lang waren Kramer-Gitarren die meistverkauften in den USA. Mit dem Niedergang dieser Hair-Metal-Bands wurde es auch um Kramer stiller, bis die Firma schließlich 1990 aufgelöst wurde.
Im Herbst 1996 kaufte die US-amerikanische Firma Gibson die Markenrechte und brachte einige der alten Modelle neu heraus. Diese werden von der Firma Epiphone, die ebenfalls zum Gibson Konzern gehört, produziert.

## Bauweise
Die extrem modifizierten Gitarren von Eddie van Halen dienten als Vorlage für die Serienmodelle von Kramer, dadurch brachte man einige Innovationen auf den Markt, die später den Begriff Heavy Metal Strat formten:
- Korpus in Form einer Fender Stratocaster
- Kopfplatte zunächst bananenförmig (kopiert von einer Gibson Explorer), später spitz zulaufend
- Ein (später auch mehrere) Humbucker-Tonabnehmer
- Verstimmungsfreies Tremolosystem (erst als optionale Extraausstattung von der deutschen Firma Rockinger, später serienmäßig von Floyd Rose).

Ein weiteres Merkmal waren die ausgefallenen Motiv-Lackierungen, beispielsweise mit dem Gesicht von Marilyn Monroe oder futuristischen Heavy Metal Motiven.